# زجاجة نبيذ شباير

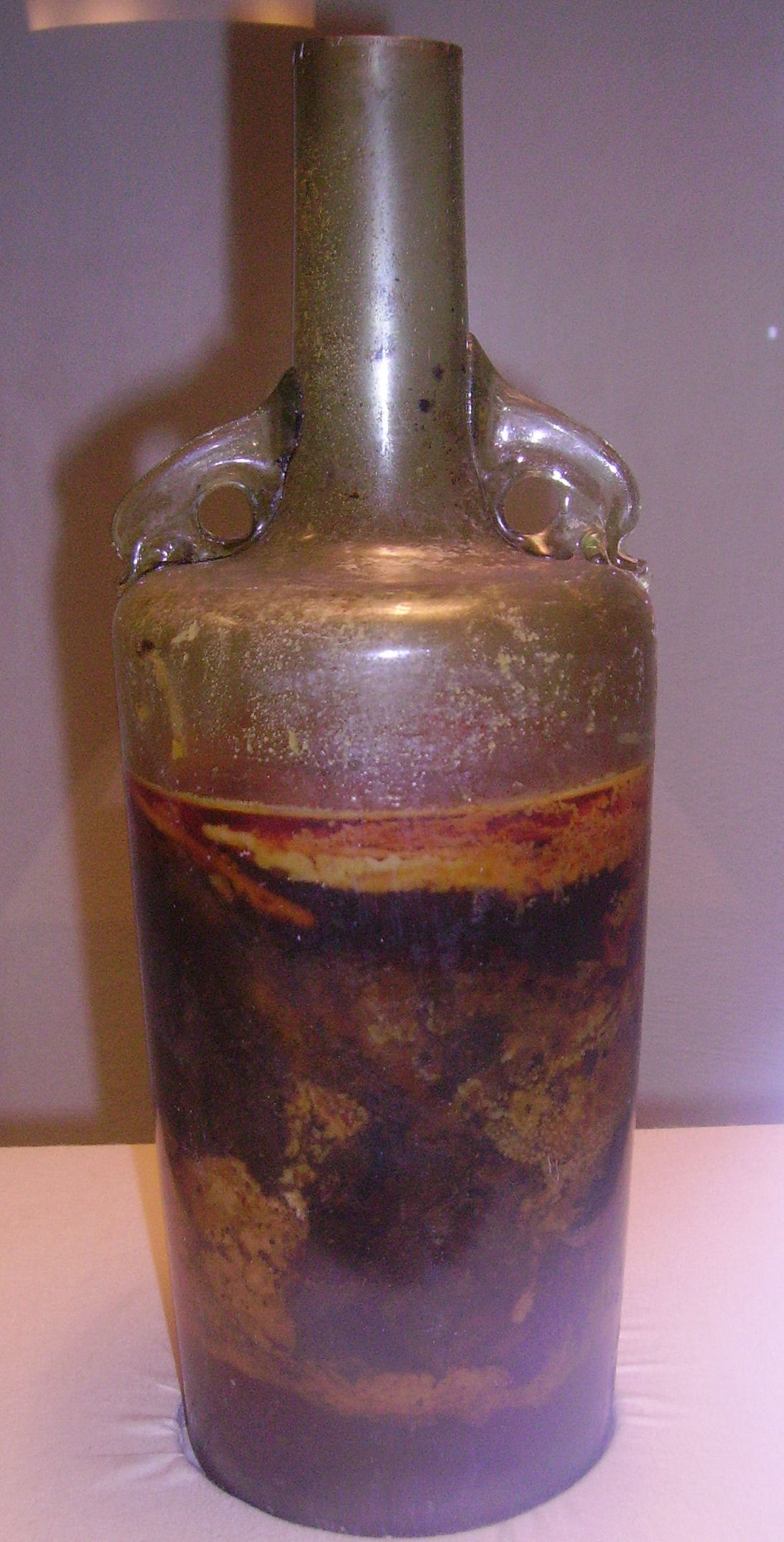
زجاجة نبيذ شباير

زجاجة نبيذ شباير (بالإنجليزية: Speyer wine bottle)‏ و(بالألمانية: Römerwein) هي وعاء محكم الإغلاق - يفترض أنها تحوي نبيذاً - وسميت بهذا الاسم لأنه تم استخراجها من قبر روماني وُجدَ بالقرب من بلدة شبایر في ألمانيا وتعتبر «أقدم زجاجة نبيذ في العالم».

## التاريخ
يرجح أن زجاجة نبيذ اشباير تحتوي نبيذاً، ويعود تاريخ العثور عليها عام 1867 في ما يعرف الآن بمنطقة راينلند بالاتينات بألمانيا، بالقرب من بلدة اشباير، وهي واحدة من أقدم المواقع المأهولة في تلك المنطقة. أصبحت القطعة الأثرية منذ ذلك تعرف على أنها «أقدم زجاجة النبيذ موجودة في العالم». تم تحديد تاريخ الزجاجة ما بين عام 325  وعام 350 ميلادي.

## روابط خارجية
- الصفحة الرئيسية لمتحف النبيذ